# Casque à queue de homard

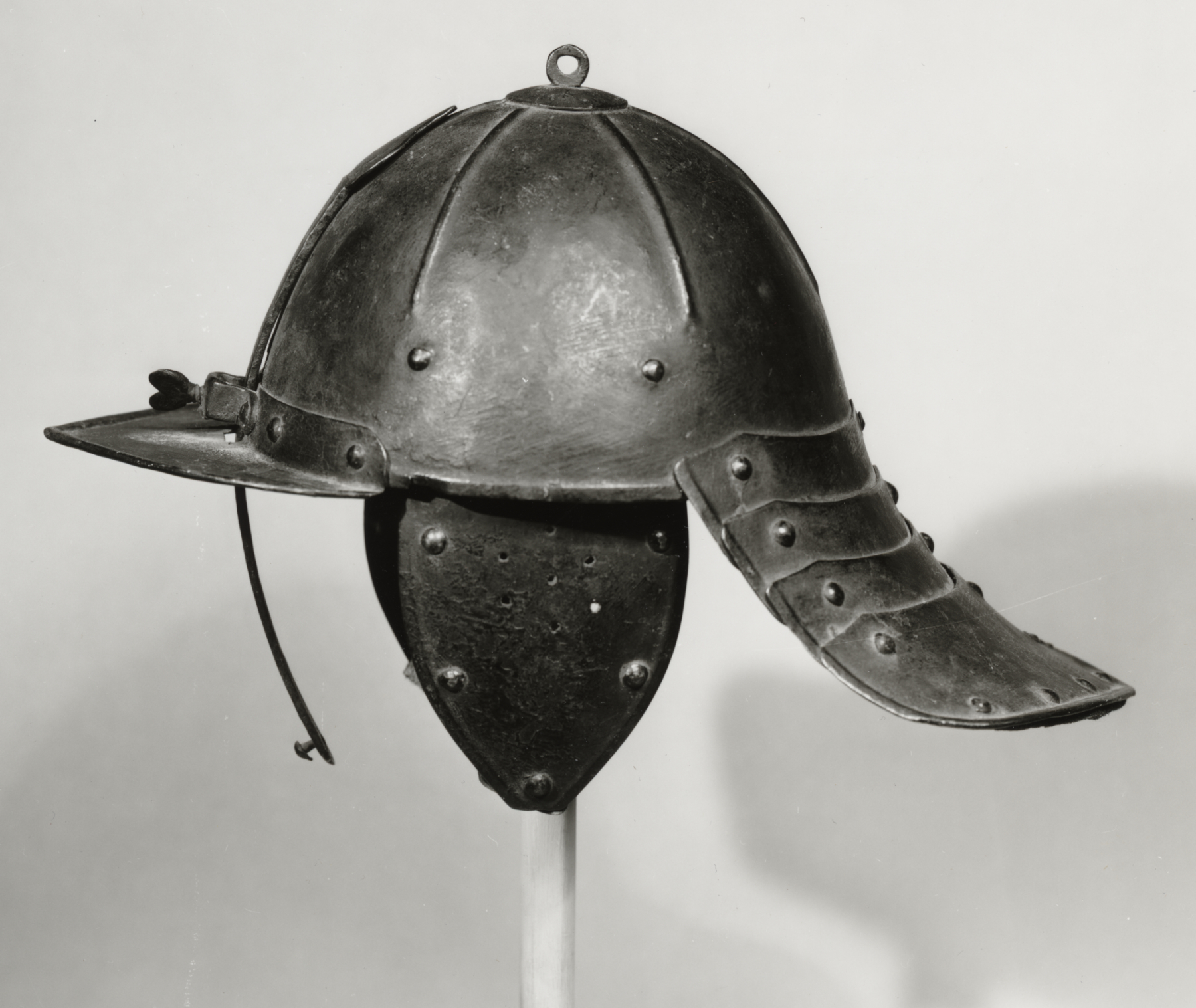
Casque à queue de homard. Cet exemple a une seule barre nasale coulissante et un sommet fixe pour protéger le visage, néerlandais du milieu du XVIIe siècle

Le casque en forme de queue de homard, également appelé zischägge, pot de cavalier et pot d'arquebusier, est un type de casque de combat post-Renaissance. Il est devenu populaire en Europe, en particulier pour la cavalerie et les officiers, des années 1600 ; il provenait d'un casque turc de type ottoman. Le casque est progressivement inutilisé dans la plupart des pays d’Europe à la fin du XVIIe siècle. Cependant, la cavalerie lourde autrichienne le conserva pour certaines campagnes jusque dans les années 1780.
Le terme français capeline a également été utilisé pour ce casque. Toutefois, l'utilisation de ce mot n'était pas précise. « Capeline » était utilisé indifféremment pour désigner divers types de chapeaux et de casques autres que le casque à queue de homard.

## Origine

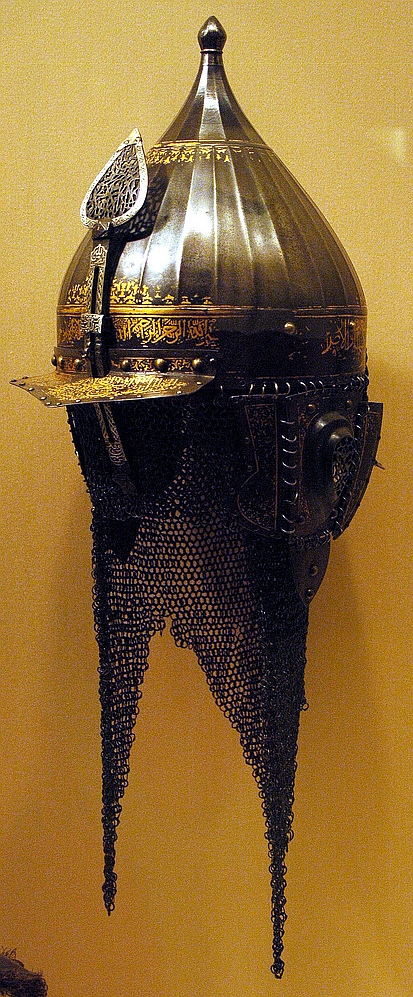
Un casque turc de Çiçak (XVIe siècle), ancêtre du dernier casque en forme de queue de homard. Les joues et le protège-nuque sont complétés par une défense de courrier dans cet exemple (Metropolitan Museum of Art)

Le casque en forme de queue de homard avait une origine orientale et provenait du casque turc ottoman Çiçak (turc - çiçek), qui s’est développé au XVIe siècle. Il a été adopté par les États chrétiens d'Europe au début du XVIIe siècle. Le chichak était presque identique aux casques européens les plus récents : il avait un sommet saillant, une barre coulissante nasale, des pommettes et un protège-cou; seule sa tendance à avoir un crâne conique plutôt qu'arrondi était distinctive. Le dérivé européen de ce casque a été largement utilisé pendant la guerre de Trente Ans, où il est devenu connu sous le nom de zischägge, une germanisation du nom turc d'origine.

## Caractéristiques

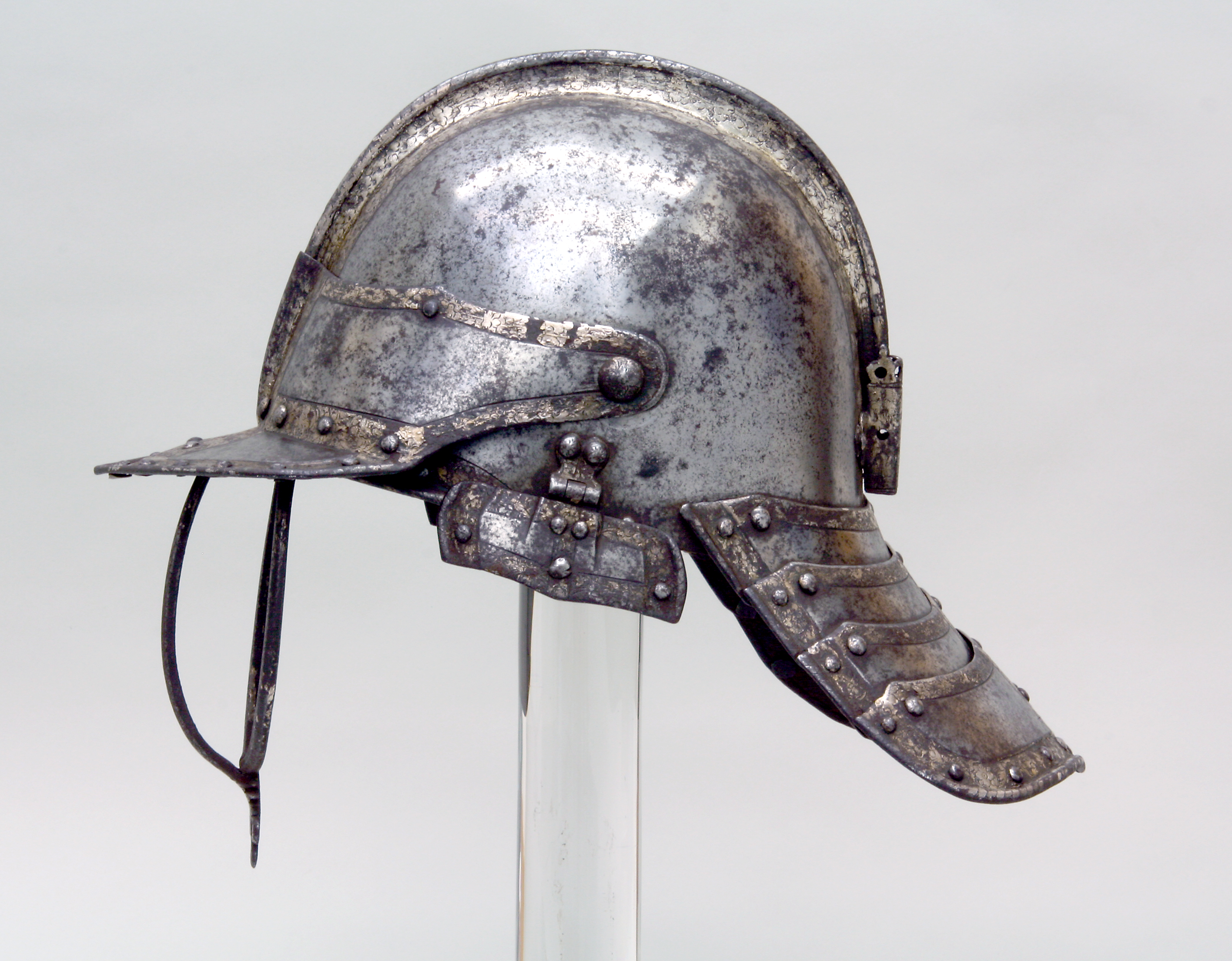
Casque anglais pour arquebusier des années 1635, avec une protection faciale typique à trois barres et un peigne longitudinal sur le crâne, la joue stratifiée et articulée est incomplète

Le pot à queue de homard avait un crâne arrondi, parfois cannelé. Les calottes des casques de fabrication anglaise étaient généralement formés de deux sections, reliées par un peigne surélevé allant de l'avant vers l'arrière; les calottes de casques fabriquées sur le continent étaient le plus souvent faits d'une seule pièce de métal. Les pièces de joue, généralement fabriquées en une seule pièce mais parfois articulées, étaient attachées au crâne par des lanières de cuir. Cependant, les exemples de meilleure qualité sont parfois articulés. 
Pour protéger le visage, il existait soit un sommet saillant fixé en avant intégrant une barre nasale coulissante retenue par une grande vis, soit un sommet articulé avec trois barres attachées. Enfin, le casque avait une défense laminée (ou un seul morceau de plaque striée pour imiter des lames séparées) afin de protéger l’arrière de la tête et du cou, ce qui ressemblait à la queue d’un homard,. Un autre nom commun pour ce casque était le "pot d'arquebusier", l'arquebusier étant le type de cavalerie le plus répandu en Europe occidentale au XVIIe siècle. Le type à barrette nasale unique était caractéristique de l’Europe continentale, tandis que le type à trois barreaux à sommet pivotant était plus largement utilisé dans les îles britanniques. De nombreux casques en forme de queue de homard fabriqués en Europe ont ensuite été importés en Grande-Bretagne pendant la guerre civile anglaise. De temps en temps, des casques plus anciens comme le bourguignotte ou le salade ont été modifiés pour ressembler au « casier à homard ». Comme l'a déclaré le général George Monck en 1644, la "coiffe avec trois petites barres" devait être à l'épreuve des armes à feu.

## Décoration et apparence

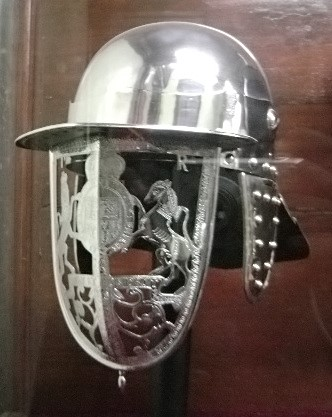
Reproduction moderne d'un casque de Jacques II d'Angleterre réalisée en 1686. La protection du visage se présente sous la forme d'une représentation ajourée du blason royal.

L’apparence et la finition des pots à queue de homard varient énormément, allant des exemples très décorés et de qualité exceptionnelle conçus pour les différents commandants, aux types "de qualité pour les munitions" grossièrement exécutés, fabriqués en série pour équiper un grand nombre de cavaliers ordinaires. Les casques de hautes qualités pouvaient être décorés à l'aide de toute une gamme de techniques, notamment repoussées, gravure et finitions bleues et dorées. Un casque existant fait pour le roi Jacques II d'Angleterre possède une défense faciale à trois barres remplacée par une plaque ajourée percée représentant les armes royales complètes de l’Angleterre, les espaces à l’intérieur du dessin donnant la vue. De nombreux casques ont été noircis ou dorés pour les protéger des intempéries et de la rouille. 
Les casques de meilleurs qualités ayant bénéficié de ce traitement auraient souvent vu leur apparence sombre soulagée par l’utilisation de nombreuses têtes de rivets dorées. Certains des casques les plus flamboyants ont été fabriqués pour les hussards à ailes polonaises, avec des crêtes en métal et agrandis, de forme décorative, les naseaux n'étant pas rares. Un certain nombre de casques existants sont dotés de supports de panache tubulaires, ce qui, pris avec la preuve d'illustrations contemporaines, indique l'utilisation de panaches de plumes.

## Utilisation

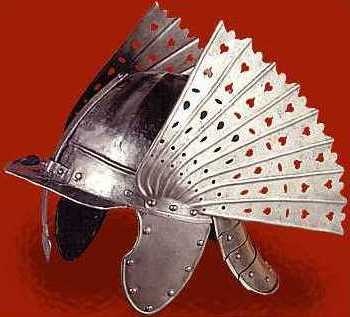
Hussard polonais szyszak avec des crêtes en métal percé en forme d'aile, XVIIe siècle

Cette forme de casque a été largement utilisée pendant la guerre de Trente Ans et la guerre civile anglaise ; il était communément appelé zischägge en Allemagne et «pot de cavalier» ou «pot à trois barreaux» en Grande-Bretagne; le terme «pot à queue de homard» est largement utilisé dans les études modernes. Le chevalier typique de l'époque, l'arquebusier, aurait porté le casque avec un manteau couleur chamois, une paire de gantelet, une cuirasse et une plaque arrière. Il était aussi parfois porté par un type de cavalerie plus fortement blindé, le cuirassier, associé à une armure de trois-quarts. Il a été utilisé par la cavalerie des deux côtés de la guerre civile anglaise, y compris la Cavalerie Ironside d'Oliver Cromwell. L'idée fausse commune selon laquelle les Cavaliers portaient des chapeaux à larges bords à plumes tandis que les Têtes-Rondes portaient des casques est éloquemment réfutée par un ordre survivant signé par Charles Ier lui-même pour 33 "potts", avec d'autres armures de cavalerie, pour l'usage de sa propre troupe de cheval en 1642. Un autre ordre, émanant cette fois des autorités parlementaires, datant de 1644 pour 300 "potts à trois barres anglaises" indique que chaque casque, sans doute de qualité fondamentale, coûte 7 shillings. Des casques similaires ont été portés au XVIIe siècle par des hussards ailés polonais et ont été appelés szyszak en polonais, là encore un dérivé du nom turc d'origine. Les cuirassiers autrichiens étaient équipés du casque à queue de homard jusque dans les années 1780, longtemps après que son utilisation ait pris fin ailleurs, comme lors d'une campagne contre les Turcs ottomans.

## Galerie

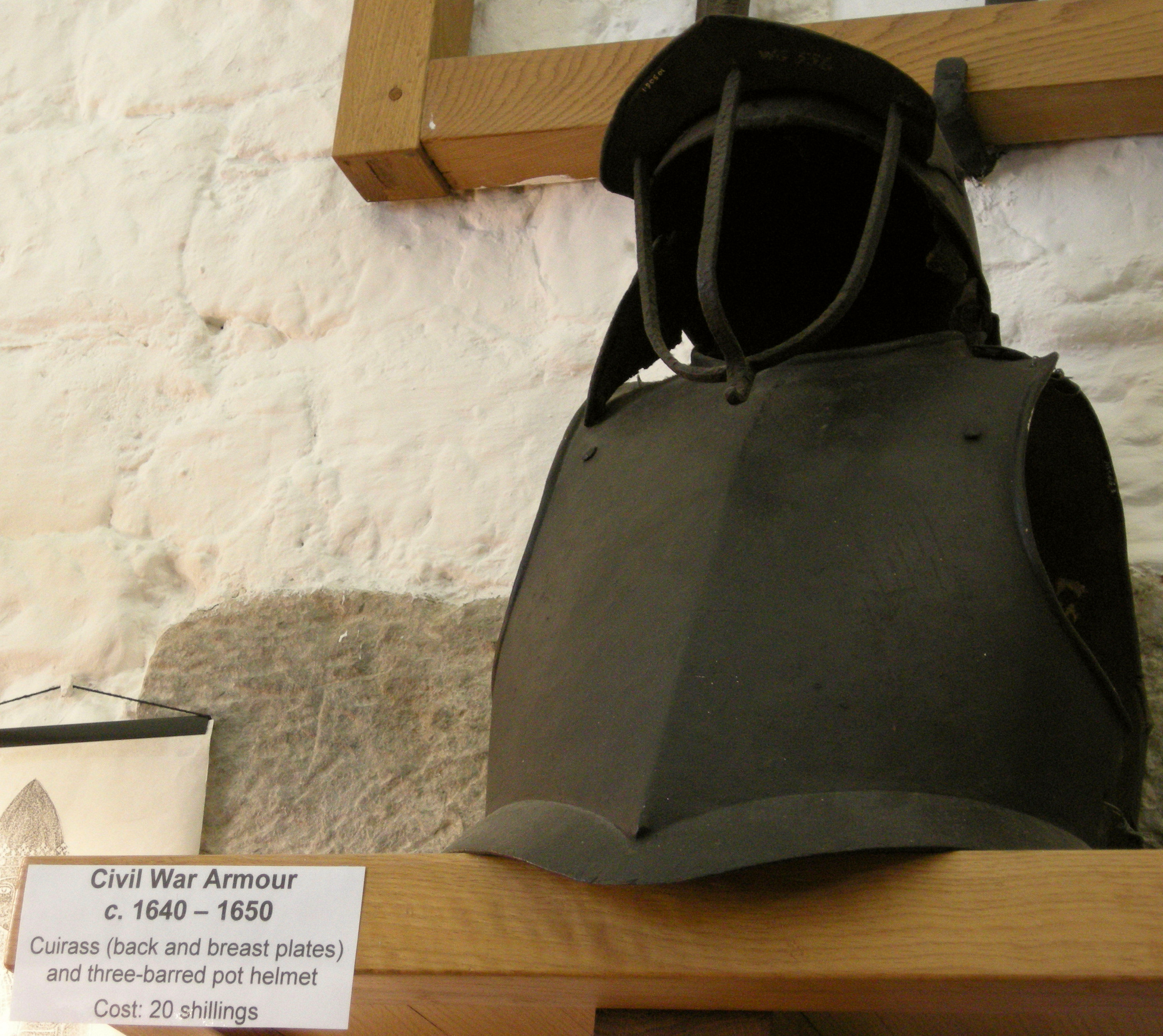
Casque de cuirasse en queue de homard de la guerre civile anglaise (1642-1651), exposé au West Gate Towers and Museum, à Canterbury, en Angleterre.
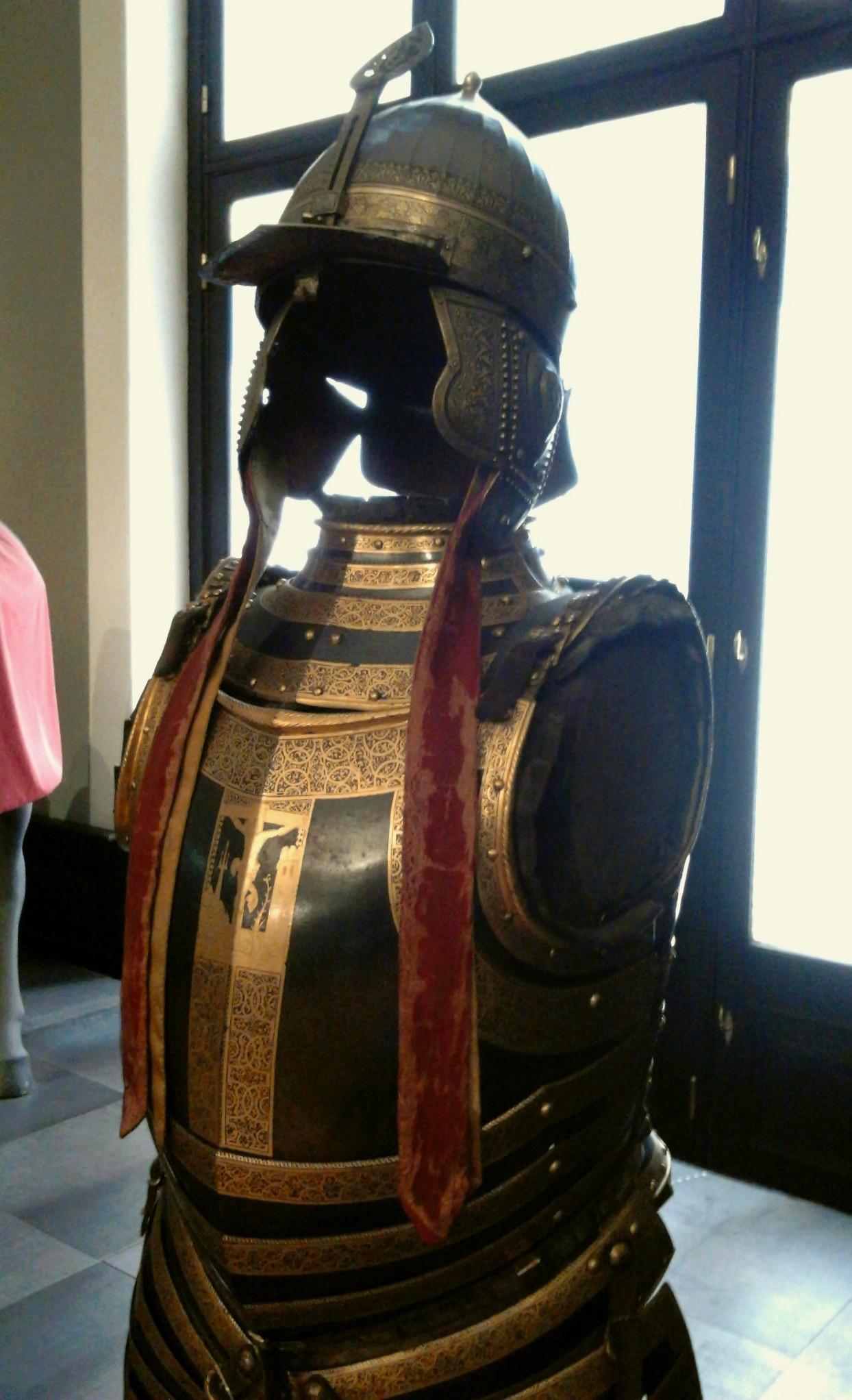
Armure de Stephen Báthory (vers 1560, futur roi de Pologne), exposée au musée d'Histoire de l'art de Vienne, en Autriche.
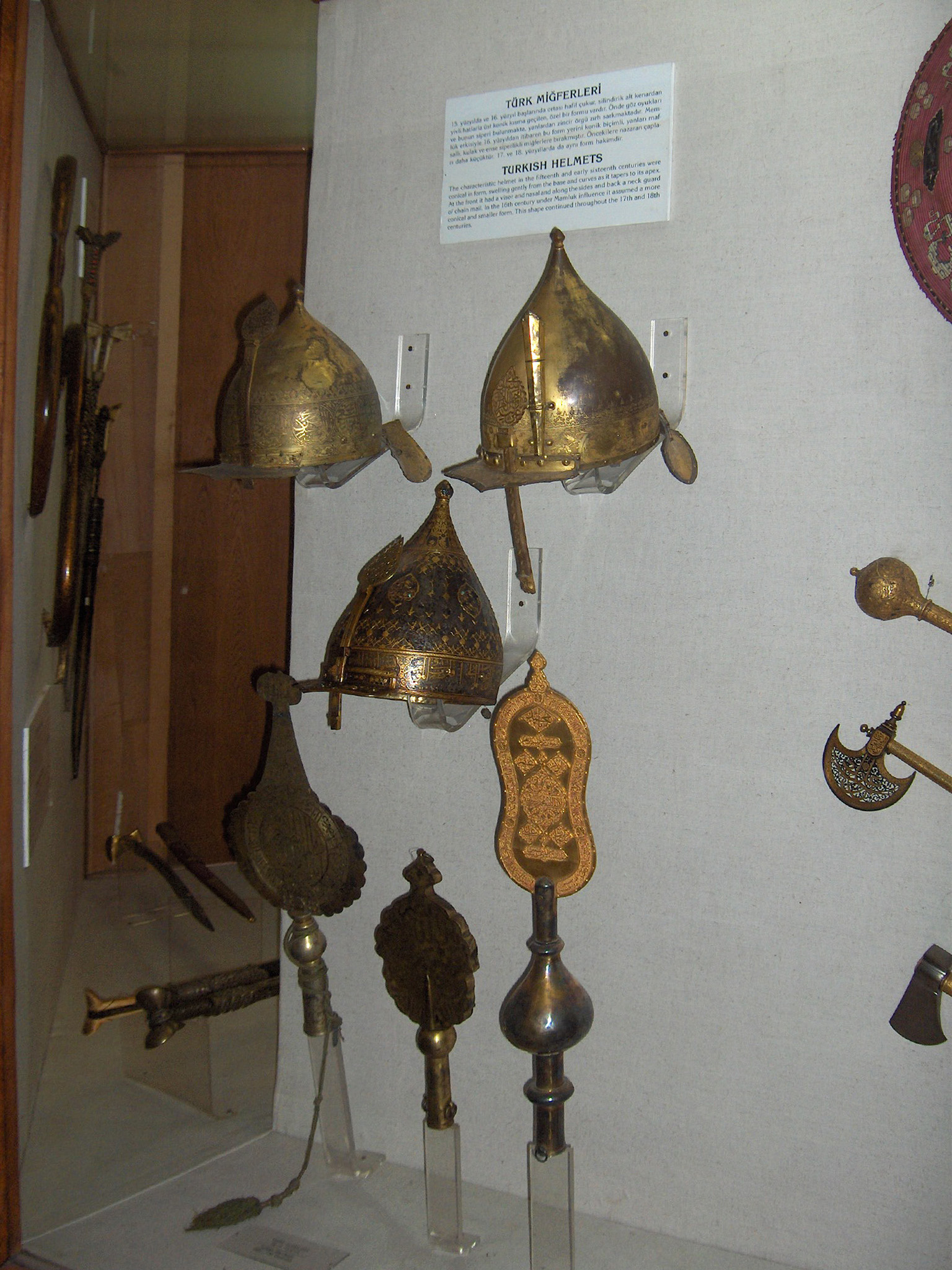
Casques coniques turcs du XVe au début du XVIe siècle, affichés au palais de Topkapi , Istanbul, Turquie.
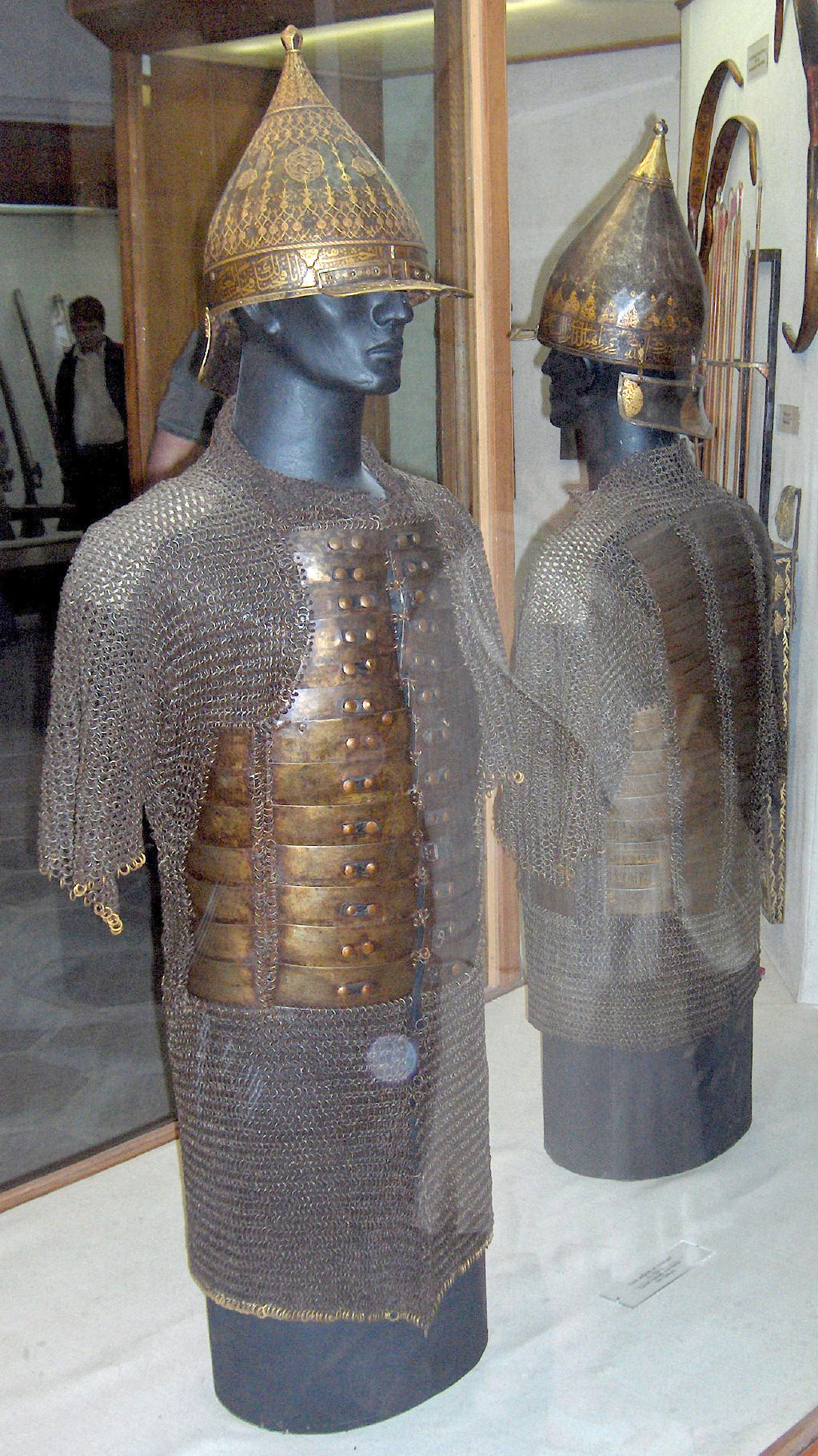
Casques coniques et gilets pare-balles turcs du XVe au début du XVIe siècle, exposés au palais de Topkapi, Istanbul, Turquie.